# 위지연
위지연(1992년 12월 12일 ~ )은 대한민국의 배우이다.

## 학력
- 국민대학교 연극영화전공 학사

## 출연작

### 드라마
- 《오징어게임》 (2021년, 넷플릭스》- 경마장 여직원 역
- 《본 어게인》 (2020년, KBS2) - 장혜미 역
- 《미스터 기간제》 (2019년, OCN) - 최민지 역
- 《복수가 돌아왔다》 (2018년, SBS) - 이미라 역

### 연극
- 《튀바슈 가문의 자살가게》
- 《찬란히 빛나는》